# Boeckelericambria pelturae
Boeckelericambria pelturae (лат.) — вид вымерших пятиусток (Pentastomida), описанный по ископаемым остаткам из кембрийского лагерштетта Орстен в Швеции. Единственный вид в роде Boeckelericambria.

## Описание
Boeckelericambria имеет длину примерно 470 микрометров. У неё полукруглая, слегка приплюснутая голова с выпуклым ртом, окружённым складчатой стенкой. Рядом со ртом находятся два мягких мясистых отростка, которые, по-видимому, не связаны с конечностями. От головы отходят две пары отростков, между которыми находится отверстие неизвестного происхождения. «Пальцы» (конечные подомеры) первой пары конечностей направлены назад, а второй пары — внутрь. Голова плавно переходит в туловище без видимой сегментации. Конечности туловища рудиментарные, маленькие и палочковидные, с пучком щетинок на конце. Хвост слегка смещён и имеет пару узлов рядом с щелью, которая может быть анальным отверстием. Этот род, наряду с другими пятиусками Орстена, вероятно, является личиночной формой; их взрослые особи, по всей видимости, не сохранились.

## Этимология
Родовое название Boeckelericambria дано в честь В. Бёклера, а также в связи с кембрийским возрастом окаменелости. Видовое название pelturae относится к роду Peltura, который является индексным трилобитом из зоны 5 (где была найдена окаменелость).